# Orden de la Independencia Cultural Rubén Darío
La Orden de la Independencia Cultural Rubén Darío es una distinción  que entrega el Presidente de la República de Nicaragua a personajes o instituciones que se han destacado en diferentes campos de la cultura nicaragüense o extranjera.

## Antecedentes

### Orden Rubén Darío
En 1947, un matrimonio cubano residente en Nicaragua, solicitaron al Presidente de Nicaragua que se creara una condecoración que llevara el nombre de Rubén Darío como máximo exponente de la nacionalidad nicaragüense. El Gobierno de Nicaragua aceptó la solicitud y mediante Decreto Ejecutivo se creó la Orden Rubén Darío el 15 de febrero del mismo año. 
La Orden Rubén Darío fue una manera de premiar la labor de nacionales y extranjeros en su desempeño literario, civiles y militares por su labor a la Patria o la Humanidad.
También como recompensa a obras de arte o literarias, descubrimientos científicos, hechos y trabajos merecedores de reconocimiento y de forma especial a los que han establecido una laianza de fortalecimiento entre Nicaragua y las demás naciones.
Esta orden poseía diferentes grados: Collar, Gran Cruz, Placa de Oro, Placa de Plata, Gran Oficial, Comendador, Oficial o Caballero.

### Derogación de la Orden Rubén Darío
La Junta de Gobierno de Reconstrucción Nacional (JGRN) en 1980 derogó el Decreto Ejecutivo del 15 de febrero de 1947 en que se constituía la condecoración, el nuevo decreto de la JGRN mandaba:

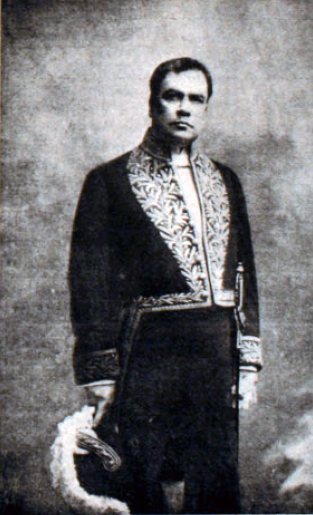
Rubén Darío con uniforme diplomático

Decreta:

Arto. 1º. —Deróguese el Decreto dictado el día 15 de febrero de 1947, su reforma y reglamento por el cual fue creada la Orden de Rubén Darío. En consecuencia queda disuelta dicha Orden y se declara sin ninguna validez la condecoración otorgada en virtud de dicho decreto

## Orden de la Independencia Cultural
La misma JRGN en sus facultades crea la "Orden de la Independencia Cultural Rubén Darío" bajo Decreto Oficial el 27 de enero de 1982. Uno de los considerandos del nuevo decreto decía textualmente:

“Que Rubén Darío es el más alto exponente de la cultura nicaragüense, cuya obra ha contribuido a renovar la lengua castellana y promover nuevas formas en el arte y la literatura del continente”. Por tanto en uso de sus facultades, acordó lo siguiente:

Arto. 1. —Créase la Orden de la Independencia Cultural Rubén Darío, que será la máxima distinción que otorgue Nicaragua a nacionales y extranjeros por sus méritos en el campo de la cultura, la educación y las ciencias.

Además el Decreto estableció en su Arto. 2, la Orden de la Independencia Cultural Rubén Darío se concedería mediante Acuerdo Ejecutivo, dictaminado por la Junta de Gobierno de Reconstrucción Nacional de la República de Nicaragua.
Decreto No. 927, publicado en la Gaceta Diario Oficial No.21, del 27 de enero de 1982

A través de la historia de las políticas de Gobiernos de cada Presidente de la República la condecoración ha pasado de "Orden de Rubén Darío" a "Orden de Independencia Cultural Rubén Darío" en varias ocasiones.  En el año 2007 se hizo el último cambio a la condecoración estableciéndose que:

Arto. 11. Se crea la Orden de la Independencia Cultural Rubén Darío como máxima distinción cultural de la Nación, la que será otorgada por el Presidente de la República a intelectuales nicaragüenses y extranjeros destacados por sus aportes a la educación o a la cultura nacional o universal mediante Acuerdo Presidencial.
Ley No. 611 publicada en la Gaceta No. 15 del lunes 22 de enero del 2007 se reformó la Ley No. 333

## Galardonados
1. Grace Kelly, actriz estadounidense y princesa de Monaco.[3]
2. Louis Rainier, Príncipe de Mónaco.[4]
3. Jacqueline Cochran, American Aviator.
4. Julio Cortázar, escritor argentino.
5. Gregorio Selser, periodista y escritor argentino.
6. Eduardo Galeano, escritor uruguayo.
7. Armando Morales, pintor nicaragüense.
8. Carlos Mejía Godoy, compositor nicaragüense.
9. Camerata Bach, orquesta de cámara nicaragüense.
10. Yiye Ávila, evangelista y escritor puertorriqueño.
11. Cardinal Spellman, prelado religioso.
12. David Spencer, evangelista estadounidense.
13. teleSUR, multinational TV channel.